# Vaccinium membranaceum
Vaccinium membranaceum är en ljungväxtart som beskrevs av David Douglas och Hook.; Torr. Vaccinium membranaceum ingår i Blåbärssläktet, och familjen ljungväxter. Inga underarter finns listade i Catalogue of Life.

## Bildgalleri

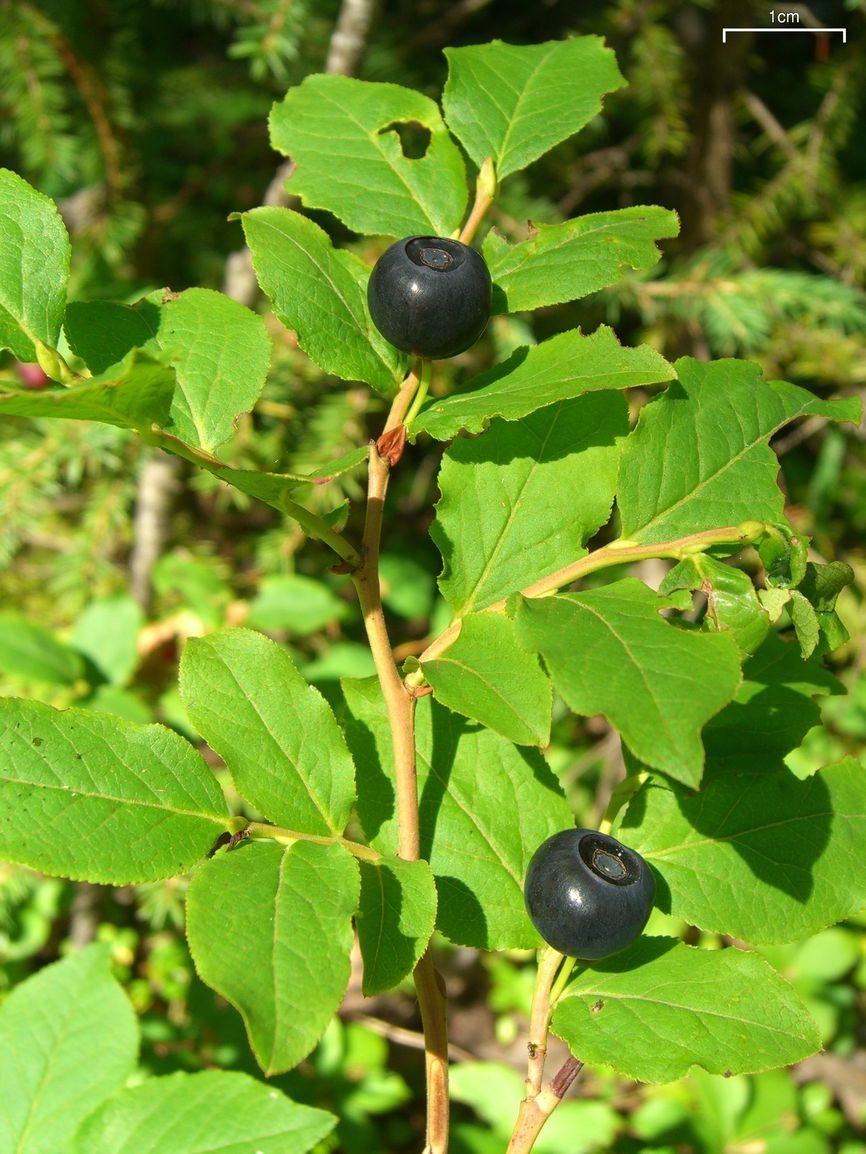
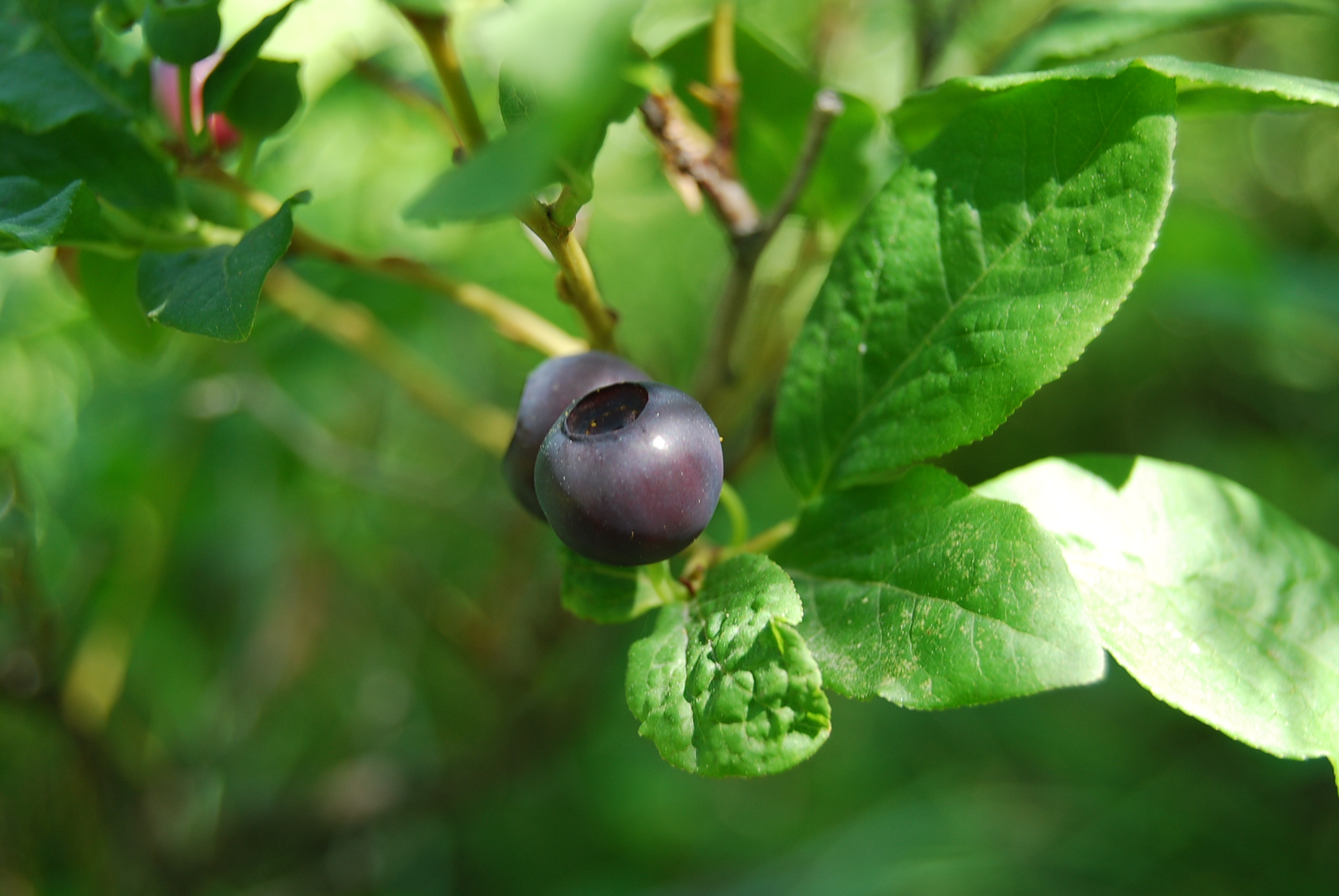
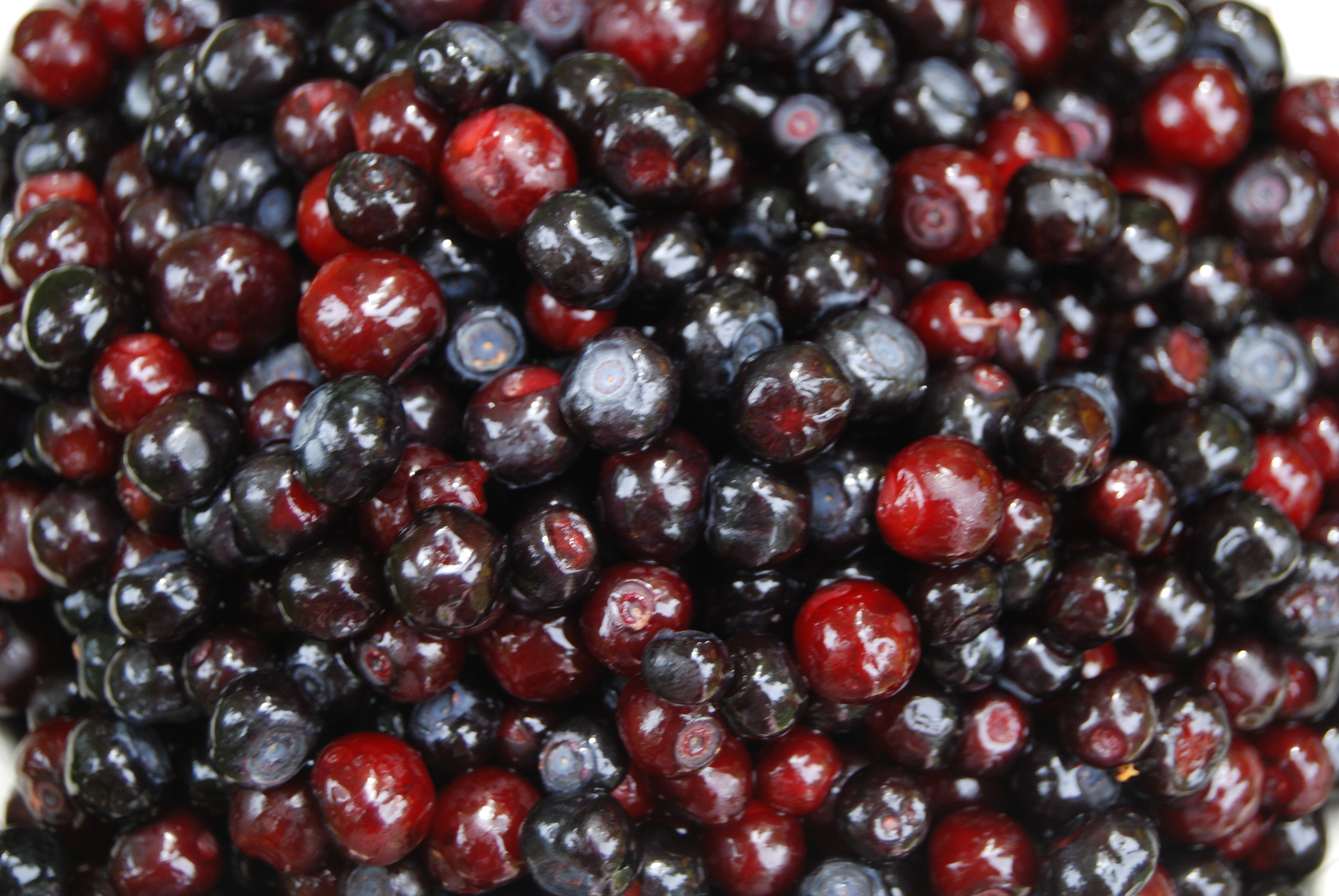
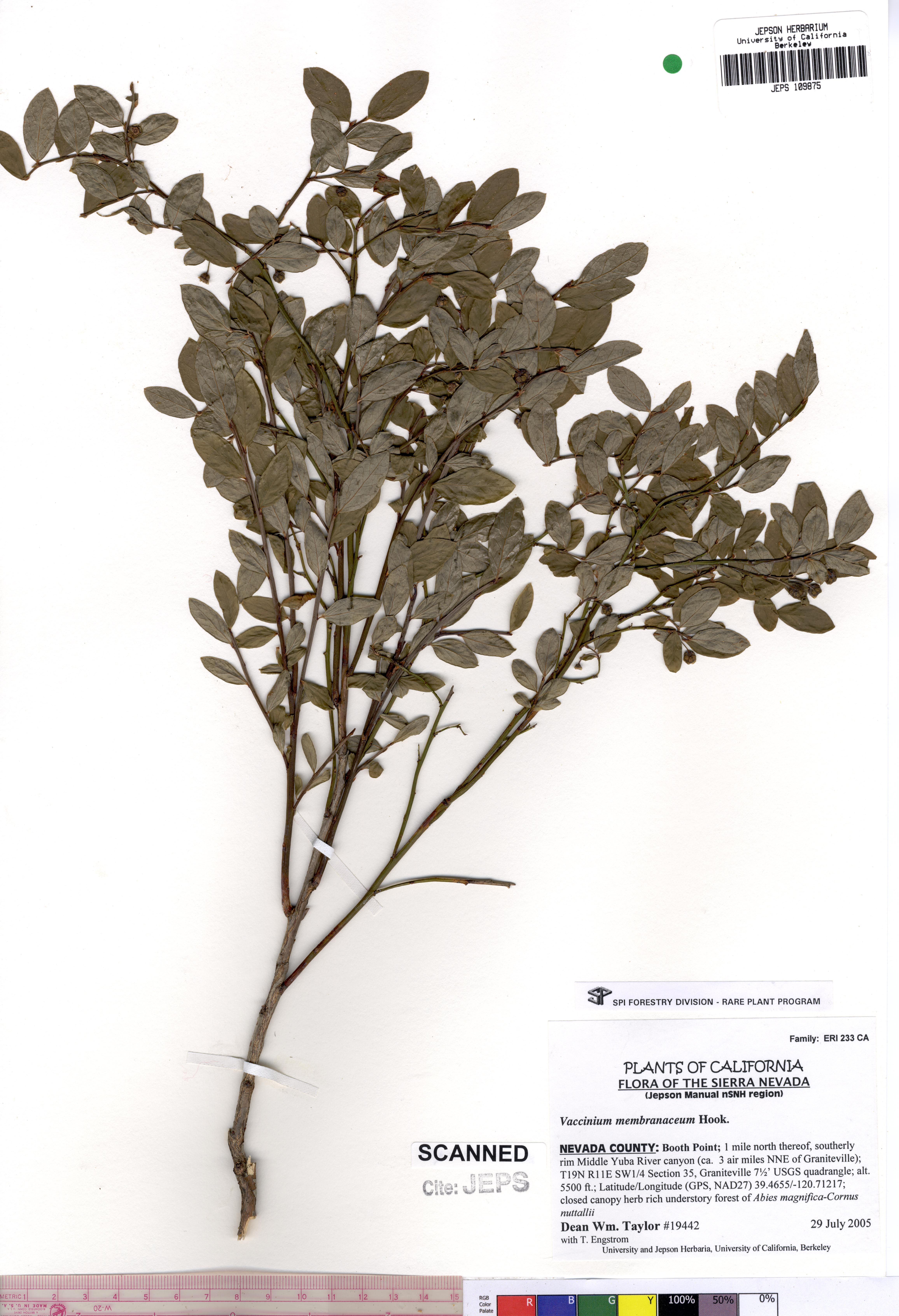